# 히가시코쿠분지역
히가시코쿠분지역(일본어: 東国分寺駅 ひがしこくぶんじえき[*])은 일본 도쿄도 고쿠분지시에 위치했던 세이부 철도 다마코 선의 철도역이었다. 지금의 고쿠분지역과 히토쓰바시가쿠엔 역 사이에 위치해 있었다.

## 개요
역이 개업했을 당시에는 교행이 불가능했으나 1936년 6월 2일에 통근 시간대의 열차를 증편운행하려는 목적으로 교행 설비를 마련하게 되었으며, 용지 확보 때문에 북쪽 방향 75m 지점으로 역이 이전되었다. 지형도에는 개통했을 때부터 제대로 나왔으나 회사의 열차 시각표에는 1941년부터 나타났다. 2차 세계대전 말기인 1945년에 영업이 중단되었으며 후에 그대로 폐역이 되었다.

## 역사
- 1933년 4월 6일 : 다마 호 철도 소속역으로 개업.
- 1936년 6월 2일 : 북쪽 방향 75m 지점으로 이전. 교행역으로 전환.
- 1940년 3월 12일 : 다마 호 철도가 무사시노 철도에 합병됨으로 무사시노 철도 소속역으로 전환.
- 1945년 2월 3일 : 영업 중단.
- 1945년 9월 22일 : 무사시노 철도가 세이부 철도(구)에 합병되어 세이부 농업 철도 소속역으로 전환.
- 1946년 11월 15일 : 세이부 농업철도가 지금의 세이부 철도로 개칭됨으로써 세이부 철도 소속역으로 전환.
- 1954년 10월 10일 : 영업 중단 상태에서 폐역.

## 참고 문헌
- 鉄道ピクトリアル編集部編「西武鉄道」（『鉄道ピクトリアル』716号臨時増刊、電気車研究会刊、2002年2月）
- 鉄道省編『武蔵野鉄道（元多摩湖鉄道）（西武農業鉄道）2』（鉄道省文書）